# Bela Kiss: Prologue
Bela Kiss: Prologue ist ein deutscher Horrorfilm aus dem Jahr 2013 von Regisseur Lucien Förstner. In den Hauptrollen spielen Kristina Klebe, Fabian Stumm und Julia Horvath. Die Titelrolle des Serienmörders Béla Kiss übernahm Rudolf Martin. Die Musik zum Film schrieb Tim Nowack. Die weltweite Uraufführung fand am 9. Januar 2013 statt, in Deutschland startete der Film am 10. Januar 2013 in den Kinos und kam am 29. November 2013 als Blu-Ray und DVD in den Handel. Am 3. Dezember 2013 startete der Film in USA, Kanada, Australien, Neuseeland und Südafrika.

## Handlung
Der Serienmörder Béla Kiss tötete zu Beginn des Ersten Weltkrieges mehr als 20 junge Frauen. Angeblich im Krieg gefallen, wurde er auch Jahrzehnte später immer wieder gesichtet. Sein Verbleib blieb jedoch ungeklärt.
Fast 100 Jahre später verstecken sich fünf Jugendliche nach einem geglückten Bankraub in einem entlegenen Hotel im Wald. Nach und nach kommt es zum Streit innerhalb der Gruppe und schließlich zum ersten Mord. Der schon längst totgeglaubte Béla Kiss scheint immer noch am Leben zu sein.

## Produktion
Bela Kiss: Prologue startete im Mai 2009 zunächst als Diplomprojekt von vier Studenten der Lazi Akademie – The European School of Film and Design in Esslingen. Bei Recherchen über Serienmörder für ein zukünftiges Filmprojekt wurde das Team von Mirror Maze, Lucien Förstner, Sylvia Günthner, Steven Weber und Eric Kazak auf die Geschichte von Béla Kiss aufmerksam.
Das Projekt wurde ausschließlich durch seine Macher und einen Investor finanziert. Förderungen konnten nicht abgerufen werden, da die Macher zum Zeitpunkt des Projektstarts noch Studenten waren, was eine Filmförderung ausschließt. Gedreht wurde an verschiedenen Orten in Baden-Württemberg: Schlosshotel Waldlust und Haus Salem in Freudenstadt, Brandhofer Sägmühle in Gschwend und Snap Studios in Stuttgart.
Um Geld zu sparen, sammelten die vier Filmemacher schon ein Jahr vor Dreh bei Haushaltsauflösungen, auf dem Sperrmüll und durch Aufrufe Möbel und Ausstattungsgegenstände kostenlos für das Szenenbild.
Den Sprung ins Kino schaffte Bela Kiss: Prologue durch den Filmverleih drei-freunde, dem Mirror Maze den Film bereits vor dem Dreh erstmals vorstellte. Die Entscheidung über die Aufnahme im Verleihportfolio fiel jedoch erst ein Jahr nach dem Drehstart. Die gesamte Herstellungszeit betrug drei Jahre.

## Synchronisation
| Rolle        | Darsteller      | Synchronsprecher |
| ------------ | --------------- | ---------------- |
| Julia        | Kristina Klebe  | Julia Kaufmann   |
| Nikolai      | Fabian Stumm    | Peter Lontzek    |
| Felix        | Ben Bela Böhm   | Ben Bela Böhm    |
| Peter        | Angus McGruther | Alexander Döring |
| Frau Jakubec | Julia Horvath   | Julia Horvath    |
| Killer       | Jörg Koslowsky  | Jörg Koslowsky   |
| Pester Haigh | Peer Martiny    | Reinhard Kuhnert |

## Kritik
Die Kritik nahm den Film gemischt auf. So urteilten die Kritiker von Filmstarts.de:

„Lucien Förstners Debütfilm ‚Bela Kiss: Prologue‘ hat einige starke Momente – dennoch überwiegt am Ende die Enttäuschung. Zu ziellos werden verschiedenste Subgenres des Horrorfilms abgearbeitet, zu deutlich sind die populären Vorbilder und deren Überlegenheit.“

Auch der Kritiker von moviemaze.de bemängelte, dass der Film sich zu stark an seinen Vorbildern orientiere:

„Und doch sieht Bela Kiss: Prologue zumeist aus wie seine US-amerikanischen Genrevorbilder. Eigentlich schade, verstellt dies doch weitgehend den Blick darauf, dass dieses Regiedebüt durchaus einige gute Ansätze zu bieten hat.“

Positiver fiel die Rezension des Filmmagazins Deadline aus:

„Dieser gelungene ‚Prolog‘ macht Spass und Lust auf mehr.“

Auch die Filmzeitschrift Cinema lobte den Film:

„Ein bemerkenswerter Indie-Schocker mit kraftvollen Bildern.“